# Polig Monjarret

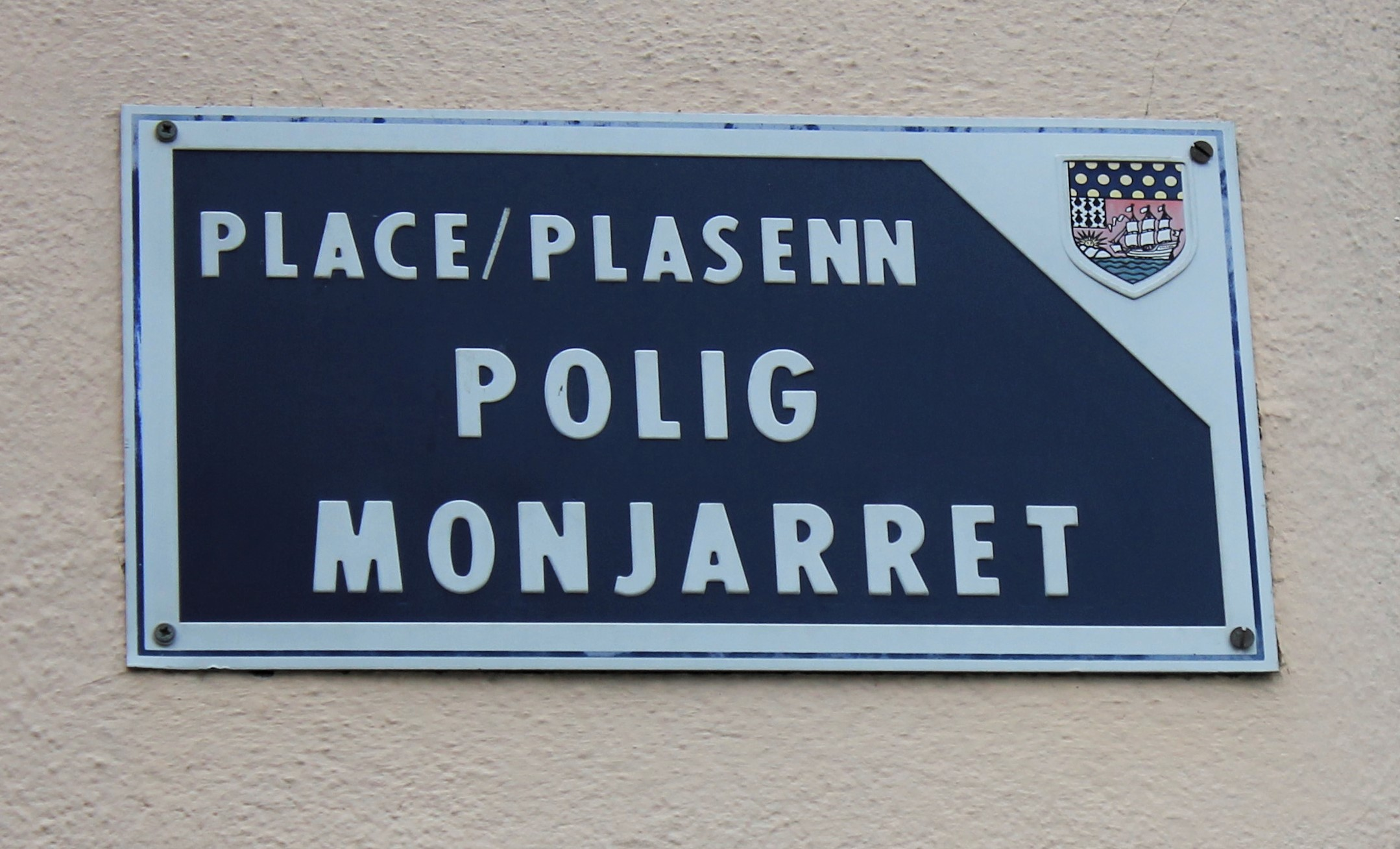
In Lorient ist ein Platz nach Polig Monjarret benannt

Polig Monjarret (* 31. Juli 1920 in Pabu; † 8. Dezember 2003 in Ploemeur) war ein französischer Musiker, Musikforscher, Widerstandskämpfer und Aktivist. Er engagierte sich für den Erhalt der bretonischen Kultur, hierzu ist insbesondere sein Beitrag zur Gründung der Vereinigung Bodadeg ar Sonerion zu nennen.

## Werdegang
Monjarret studierte an der École régionale des beaux-arts de Rennes. Parallel engagierte er sich bei den Pfadfindern, dabei trat der Leiter der Jugendorganisation der Parti national breton Yann Goulet an ihn heran. In der Folge engagierte er sich im Bagadoù Stourm. Im Juli 1944 wurde er von der Gestapo verhaftet und nach Deutschland deportiert, wo er in Innsbruck interniert wurde. Nach seiner Befreiung im Mai 1945 kehrte er in die Bretagne zurück.
Bis in die 1950er/1960er Jahre wurde die bretonische Kultur in Frankreich aktiv unterdrückt. Entsprechend wurden Bemühungen zur Forschung und Stärkung bretonischer Literatur und Musik während der deutschen Besatzungszeit von der deutschen Administration unterstützt. Da Monjarret bereits in den 1930er und Anfang der 1940er Jahre sich hier aktiv eingesetzt hatte, war er nach seiner Rückkehr nach Frankreich auch hier kurzzeitig in Haft. Nachdem er jedoch im Sommer 1945 wieder aus dem Gefängnis entlassen worden war, nahm er sein Engagement für die bretonische Musik wieder auf und gründete 1946 die Vereinigung Bodadeg ar Sonerion. Später sammelte er Musikstücke, ab Mitte der 1950er Jahre reiste er hierzu insbesondere mit Tonbandgerät bewaffnet durch die Bretagne, besuchte aber auch Länder mit verwandter auf den Kelten basierender Kultur wie Wales, Irland oder Galicien.
Monjarret veröffentlichte diverse Bücher über bretonisches Liedgut und über die von ihm gesammelten Werke. Er reinitiierte 1947 das Festival de Cornouaille, das bereits zwischen 1923 und 1937 stattgefunden hatte. Zudem geht das seit 1973 in Lorient veranstaltete Festival Kan ar Bobl auf seine Idee zurück.